# Vimarest Díaz
Vimarest Estefanía Díaz Díaz (* 16. November 1996) ist eine ehemalige venezolanische Fußballspielerin und heutige dominikanische Fußballschiedsrichterin.

## Werdegang
Díaz begann ursprünglich als Fußballspielerin. Sie spielte als Stürmerin für Atlético SC. Als Teil der venezolanischen U-20-Nationalmannschaft ermöglichte sie ihrem Land mit ihrem Treffer im Qualifikationsspiel gegen Kolumbien im Dezember 2015 die erstmalige Teilnahme Venezuelas an der U-20-Weltmeisterschaft 2016 in Papua-Neuguinea. Bei dieser schied Venezuela in der Gruppenphase aus; Díaz kam bei zwei Gruppenspielen zum Einsatz.
Díaz kam in der Folge in die Dominikanische Republik und begann ihre Karriere als Schiedsrichterin.
Seit 2024 steht Díaz auf der Liste der FIFA-Schiedsrichter und leitet internationale Fußballpartien. Sie pfeift unter anderem Spiele in der CONCACAF Nations League und beim CONCACAF W Champions Cup.
Díaz war bei der CONCACAF U-17-Meisterschaft 2024 in Mexiko im Einsatz, wo sie unter anderem das Finale zwischen Mexiko und den Vereinigten Staaten (0:4) leitete. Zudem wurde sie bei der U-17-Weltmeisterschaft 2024 in der Dominikanischen Republik als Unterstützungsschiedsrichterin eingesetzt.